# Đoàn Chủ tịch Ủy ban Chấp hành Trung ương Liên Xô
Đoàn Chủ tịch Ủy ban Chấp hành Trung ương Liên Xô (tiếng Nga: Президиум Центра́льный исполни́тельный комите́т СССР) là cơ quan lập pháp, hành pháp và hành chính cao nhất của Liên Xô. Đoàn Chủ tịch Ủy ban Chấp hành Trung ương Liên Xô với nhiệm vụ giám sát việc thi hành Hiến pháp Liên Xô và thi hành mọi quyết định của Đại hội Xô viết và Ủy ban Chấp hành Trung ương Liên Xô.

## Tổ chức
Giữa các phiên họp của Ủy ban Chấp hành Trung ương Liên Xô, cơ quan quyền lực cao nhất là Đoàn Chủ tịch Ủy ban Chấp hành Trung ương Liên Xô, được thành lập bởi Ủy ban Chấp hành Trung ương với số lượng 21 thành viên, bao gồm cả thành viên của Đoàn Chủ tịch Xô viết Liên bang và Xô viết Quốc gia.
Đối với việc thành lập Đoàn Chủ tịch Ủy ban Chấp hành Trung ương Liên Xô, một cuộc họp chung của Xô viết Liên bang và Xô viết Quốc gia được tổ chức. Việc bỏ phiếu tại một cuộc họp chung của Xô viết Liên bang và Xô viết Quốc gia được thực hiện riêng của mỗi viện.

## Chức năng và nhiệm vụ
Đoàn Chủ tịch Ủy ban Chấp hành Trung ương Liên Xô có quyền đình chỉ và bãi bỏ các quyết định của Hội đồng Dân ủy Liên Xô và các Hội đồng Dân ủy các nước cộng hòa Xô viết liên bang, cũng như các Ủy ban Chấp hành Trung ương của các Cộng hòa Liên bang.
Đoàn chủ tịch Ủy ban Chấp hành Trung ương Liên Xô ban hành các nghị định, nghị quyết và sắc lệnh, xem xét và phê chuẩn dự thảo nghị định và nghị quyết do Hội đồng Dân ủy các nước Cộng hòa liên bang và các cơ quan hành pháp Liên bang.
Đoàn chủ tịch Ủy ban Chấp hành Trung ương Liên Xô chịu trách nhiệm trước Ủy ban Chấp hành Trung ương Liên Xô.